# Поп пънк
Поп пънкът (познат също като пънк поп) е синтезиран музикален жанр, който комбинира елементи от пънк рока и поп музиката.
Този жанр се развива в няколко града по света през 80-те и началото на 90-те, въпреки че това се случва предимно в Калифорния — отправни групи, които постигат широко разпространен, комерсиален успех в средата на 90-те. Звукът пробива в мейнстрийма през 1994 с мултиплатинения успех на албума на Грийн Дей Dookie. Други поп пънк групи, които оттогава са постигнали платинен успех, са: Блинк-182, Съм 41, Гуд Шарлът, Симпъл План, Йелоукард и Фол Аут Бой. Поп пънк музиката понякога може да бъде неразличима (и понякога смесваща се) с близки жанрове като арт рок, данс-пънк, емо, инди поп, инди рок, ню уейв, поп рок, скейт пънк и сърф рок.
Като допълнение, с поп пънк може да се опишат някои от оригиналните пънк групи от късните 70 години, като Рамоунс, които са повлияни от младежката и популярна рок музика на 50-те и 60-те. Тези групи се превръщат в главното влияние върху групите, които по-късно развиват поп пънка. Рамонс никога не са били определяни като поп пънк по време на активните им години, но сега са описвани от някои като такива. Други примери са: Джам, Ъндъртоунс и Шейпс.

## История

### Формиране (ранните 80’-1993)
Писатели са използвали „поп пънк“, за да опишат групи, които свирят елементарен пънк рок и хардкор пънк слят с поп за няколко години. Рано през 80’-те, групи като: Descendents(вероятно първата поп пънк група), The Vandals, Fastbags, се отклонили от харкор-а и потърсили средно звучене между пънк-а и бруталността на хардкор-а. Тяхното позитивен и въпреки това саркастичен подход започнал да ги оттделя от по-сериозната хардкор сцена. Това продължило от средата до късните 80’с формирането на нови групи като: ALL, Sweet Baby, The Mr. T Experience and Jawbreaker.
Музиката останала в относителна неизвестност до 1991, когато Nirvana издава албума Nevermind. Този албум помага да се определи гръндж музиката, популяризира алтернативния рок и подготвя сцената за цялостното поп пънк приемане.

### 1998–2003
През 1998, The Offspring издава албума Americana. Този период от кариерата на The Offspring главно е виждан като техния кулминационен момент, но също така е гледан неодобрително от много като точката, когато те са се „раздали напълно“.Americana става няколко пъти платинен и суздава хитове и видеоклипове като: „Pretty Fly (For A White Guy)“, „Why Don’t You Get A Job?“ и „The Kids Aren’t Alright“.
През 1999, триото Blink-182 издава Enema of the State, който се продава в 11 млн. копия в световен мащаб. Албума има 3 хит-а включително и #1 сингъл „All The Small Things“ и #2 сингли „What Was My Age Again?“ и „The Adam’s Song“. През 2001, техния албум Take Off Your Pants and Jacket е издаден и дебютира на #1 в класациите на билборд-а за най-добър албум. Той създава модерния рок и TRL хитовете „The Rock Show“, „First Date“ и „Stay Together For The Kids“. През 2002, Blink-182 са главни изпълнители заедно с Green Day на едно от най-големите турнета в поп-пънк историята: невероятно успешното Pop Disaster Tour.
През 2001, канадските поп пънкари Sum 41 издават All Killer No Filler. Много успешен в радиото и MTV, заедно с хитове като „Fat Lip“ и „In Too Deep“. През тези години Sum 41 често са виждани като копие на Blink-182. През 2002 Sum 41 издава техния поп-пънк/метал хибриден албум, Does This Look Infected? с хитове като „The Hell Song“ и „Still Waiting“. New Found Glory издава дебютния си албум Sticks and Stones през 2002, който включва MTV и модерните рок хитове „My Friends Over You“ „Head On Collusion“.
Good Charlotte издават албума The Young and the Hopeless, който става 3 пъти платинен в USA благодарение на хитове като: „Lifestyles of the Rich & Famous“, „Girls & Boys“ и „Hold On“. Simple Plan, друга канадска поп-пънк група имат успех в чартовете и в MTV през 2002 с албума No Pads, No Helmets...Just Balls.
The All American Rejects издават албума си, носещ името на групата и отбелязват с хит-а „Swing, Swing“- 2003. През 2002, канадската рок певица Аврил Лавин е отличена като скейтър пънк/бунтовник, въпреки че изпълнява тийн поп песни особено с хит сингъла и клип „Sk8er Boy“. Лавин по-късно смени своя пънк имидж.

### Поп пънк (2003 и по-късно)
През 2003, Blink-182 издават своя Неозаглавен запис, с по-емоционални текстове, заредени с тийнейджърска тревога и експериментални музикални стилове. Албума създава 2 големи хита „Feeling This“ и „I Miss You“ заедно с 2 по-малки хита „Down“ и „Always“. Групата влиза в дупка, когато през 2005 Марк Хопус и Травис Бейкър осоновават поп пънк/електро рок групата +44 и Том Делонг алтернативната рок група Angels and Airwaves. Други поп пънк групи също започват да свирят по-емоционален стил музика, понякога описван като „емо“. Поп пънк групата от Флорида Yellowcard имат успех през 2003 с албума Ocean Avenue и хит синглите „Ocean Avenue“ & „Only One“. New Found Glory издават Catalyst през 2004, който включва хита „All Downhill from here“. Албума разширява хардкор пънк влиянието в някои песни на групата и в други добавя синтезатори. Good Charlotte издават албума The Chronicles of Life & Death през 2004. Той дори не се доближава до успеха на първото им постижение, но произвежда хитовете Predictable & I Just Wanna Live.
През октомври 2004, Sum 41 издава албума Chuck, който смесва поп пънк стил с много други жанрове, включително и траш/метъл и алтернативен рок. Техния първи сингъл „We’re All To Blame“ е критично одобрен и достига до #10 място в Билборда на чартовете за модерен рок. Хит песента „Pieces“ оглави класациите в Канада. 2004 също маркира и издаването на пънк рок операта на Green Day – American Idiot. Green Day са отново на върха на класациите и са представени на ново поколение от фенове. Песните „American Idiot“, „Boulevard of Broken Dreams“, „Holiday“ с „Wake Me Up When September Ends“ получават национално пускане и периодично повтаряне в MTV.
През ноември 2005, бившият член на Британската поп група Busted, Джеймс Бърн се завръща с нова група на име Son Of Dork. Групата е считана от много за бъдещето на Британския поп пънк и за отговор на американската поп пънк експлозия. Съвременната поп пънк музика често има по-поетични текстове, както и вокални и музикални стилове взети от подт-хардкор жанра. Най-популярният пример за това са поп пънк групата Fall Out Boy издали From Under The Cork Tree (3x платинен) и неговите сингли „Sugar We’re Going Down“ и „Dance, dance“. The All American Rejects постига дори по-голям успех, от колкото с предишния албум, с Move Along и неговите песни „Dirty Little Secret“ и „Move Along“. През 2007 Fall Out Boy издават албума Infinity on High. Подобно на предишни групи те са се отдалечили от разчитането на сатиричното и са се насочили към метафоричното и психоаналитичното.

### Поп пънк 2007
Отново на върха се издигат с новите си албуми Green Day и Sum 41, топ парчето на Sum 41 „Underclass Hero“ много нашумя. Въпреки че са трио Sum 41 размазват с новия си албум. Green Day от своя страна издадоха албума „Transmission“ като в него e сингъла „Welcome to Paradise“.
|  | Тази страница частично или изцяло представлява превод на страницата Pop punk в Уикипедия на английски. Оригиналният текст, както и този превод, са защитени от Лиценза „Криейтив Комънс – Признание – Споделяне на споделеното“, а за съдържание, създадено преди юни 2009 година – от Лиценза за свободна документация на ГНУ. Прегледайте историята на редакциите на оригиналната страница, както и на преводната страница, за да видите списъка на съавторите. ВАЖНО: Този шаблон се отнася единствено до авторските права върху съдържанието на статията. Добавянето му не отменя изискването да се посочват конкретни източници на твърденията, които да бъдат благонадеждни. |